# Thompsonirhinus corallinus
Thompsonirhinus corallinus is een keversoort uit de familie Rhynchitidae. De wetenschappelijke naam van de soort is voor het eerst geldig gepubliceerd in 1875 door Pascoe.